# Galina Ričardovna Kastel'
Galina Ričardovna Kastel' (in russo Галина Ричардовна Кастель?) (Zaporižžja, 22 maggio 1946 – San Pietroburgo, 27 aprile 2023) è stata un'astronoma sovietica.
| 5781 Barkhatova | 24 settembre 1990 |
| 6719 Gallaj     | 16 ottobre 1990   |
| 7413 Galibina   | 24 settembre 1990 |
| 8088 Australia  | 23 settembre 1990 |
| 10090 Sikorsky  | 13 ottobre 1990   |
| 12704 Tupolev   | 24 settembre 1990 |
| 19994 Tresini   | 13 ottobre 1990   |
| 24697 Rastrelli | 24 settembre 1990 |
| 32807 Quarenghi | 24 settembre 1990 |

Il Minor Planet Center le accredita le scoperte di nove asteroidi, effettuate nel 1990, tutte in collaborazione con Ljudmila Žuravlёva o con Ljudmila Karačkina.
Laureatasi all'Università degli Urali, divenne responsabile della stazione di osservazione satellitare di Sverdlovsk gestita dalla medesima università. Successivamente si trasferì all'Istituto di astronomia teorica di San Pietroburgo.
Le è stato dedicato l'asteroide 3982 Kastel'.